# Zaglyptogastra caudatula
Zaglyptogastra caudatula är en stekelart som beskrevs av Donald L.J. Quicke 1991. Zaglyptogastra caudatula ingår i släktet Zaglyptogastra och familjen bracksteklar. Inga underarter finns listade i Catalogue of Life.